# Port lotniczy Kwail
Port lotniczy Kwail – port lotniczy położony w powiecie Kwail w prowincji Hwanghae Północne w Korei Północnej. Użytkowany w celach wojskowych.

## Drogi startowe i operacje lotnicze
Operacje lotnicze wykonywane są z betonowej drogi startowej:
- RWY 15/33, 2484 × 45 m